# 경사 궤도

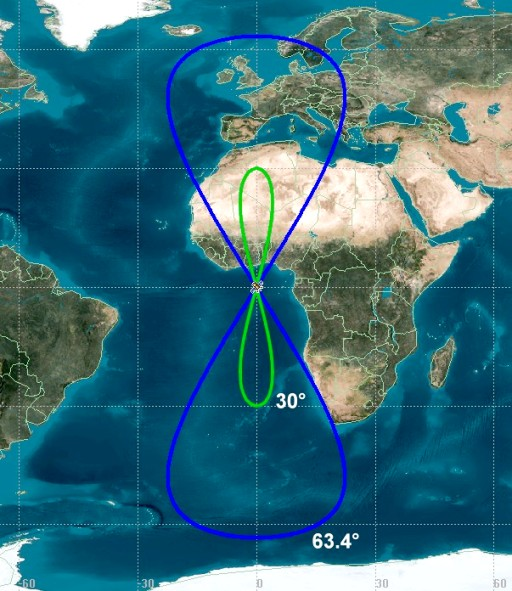

경사 궤도(Inclined Orbit)는 지구 동기 궤도(GSO)의 한 형태로 적도면에 대해 약간의 경사각을 갖는 궤도이다.

## 특성
정지 궤도에서 운용되는 인공위성은 태양과 달의 인력과 같은 각종 외란에 의해 섭동을 일으키게 되는데 이를 보상하기 위해서 위성내의 추진제를 소비하게 된다. 상대적으로 동서방향 섭동 보상보다 남북방향 보상에 많은 에너지가 소모되며 이로 인해 위성 수명 말기에는 위성이 남북방향으로 요동하는 경사궤도로 변경운용되기도 한다. 위성의 가용수명을 연장할 수 있으나 대상 지상국들은 추적기능을 갖추고 있어야만 한다. 정지궤도 위성은 동서방향으로 배치되어 있으므로 남북방향 움직임은 주파수 사용상 상호간섭문제에 덜 민감하다.
경사 궤도는 일정하게 같은 장소를 방문할 수는 없으나, 하루에도 여러 차례 같은 장소를 방문할 수 있다는 장점이 있어, 군사용 위성은 경사궤도를 이용하는 경우가 많다. 대한민국의 군사정찰위성 2호기도 경사궤도로 돈다.

## 같이 보기
- 궤도 경사